# Quesada (Costa Rica)
Quesada, o anche Ciudad Quesada, è un distretto della Costa Rica, capoluogo del cantone di San Carlos, nella provincia di Alajuela.
Geografia fisica.
Quesada si sviluppa in un valico tra due montagne ad un'altezza media di 500 m ed ha ad est il Parque Nacional Juan Castro Blanco.
Nel suo territorio si notano dei piccoli torrenti che creano strisce di foreste tropicali.
Dista inoltre 59 km dalla capitale San José.